# Nosferattus discus
Nosferattus discus är en spindelart som beskrevs av Ruiz, Brescovit 2005. Nosferattus discus ingår i släktet Nosferattus och familjen hoppspindlar. Inga underarter finns listade i Catalogue of Life.